# Cannabis Corpse
A Cannabis Corpse egy amerikai, szatirikus és humoros jellegű death metal együttes. Jelenlegi tagok: Philip Hall (Landphil), Josh Hall (Hallhammer), Brandon Ellis és Dan Schavemacher. Volt tagok: Vic Anti (Con-Vic), Andy Horn (Weedgrinder) és Nick Poulos (Nikropolis). A zenekar a Cannibal Corpse paródiájának számít (a név egyértelmű utalás rájuk, illetve a Cannabis Corpse első nagylemezének címe, a "Tube of the Resinated" is utalás a Cannibal Corpse klasszikus "Tomb of the Mutilated" albumára, valamint Andy Horn beceneve, a "Weedgrinder" pedig utalás George "Corpsegrinder" Fisherre, a Cannibal Corpse énekesére). Fő témáik a marihuána (ez is kitűnik a zenekar nevéből), valamint az egyéb drogok. A zenekarnak vannak egyéb albumai is, amelyek többségének címe szintén utalás a Cannibal Corpse-ra. 2006-ban alakultak meg a virginiai Richmondban. A zenekar a Municipal Waste thrash metal együttes mellék-projektjének számít. Dalaik teljesen eredetiek, nem a Cannibal Corpse számainak paródiái. 2018. március 21-én Magyarországon is koncerteztek, a Dürer Kertben.

## Stúdióalbumok
- Tube of the Resinated (2008)
- Beneath Grow Lights Thou Shalt Rise (2011)
- From Wisdom to Baked (2014)
- Left Hand Pass (2017)
- Nug So Vile (2019)